# ヘンリー・イニス＝カー (第8代ロクスバラ公爵)

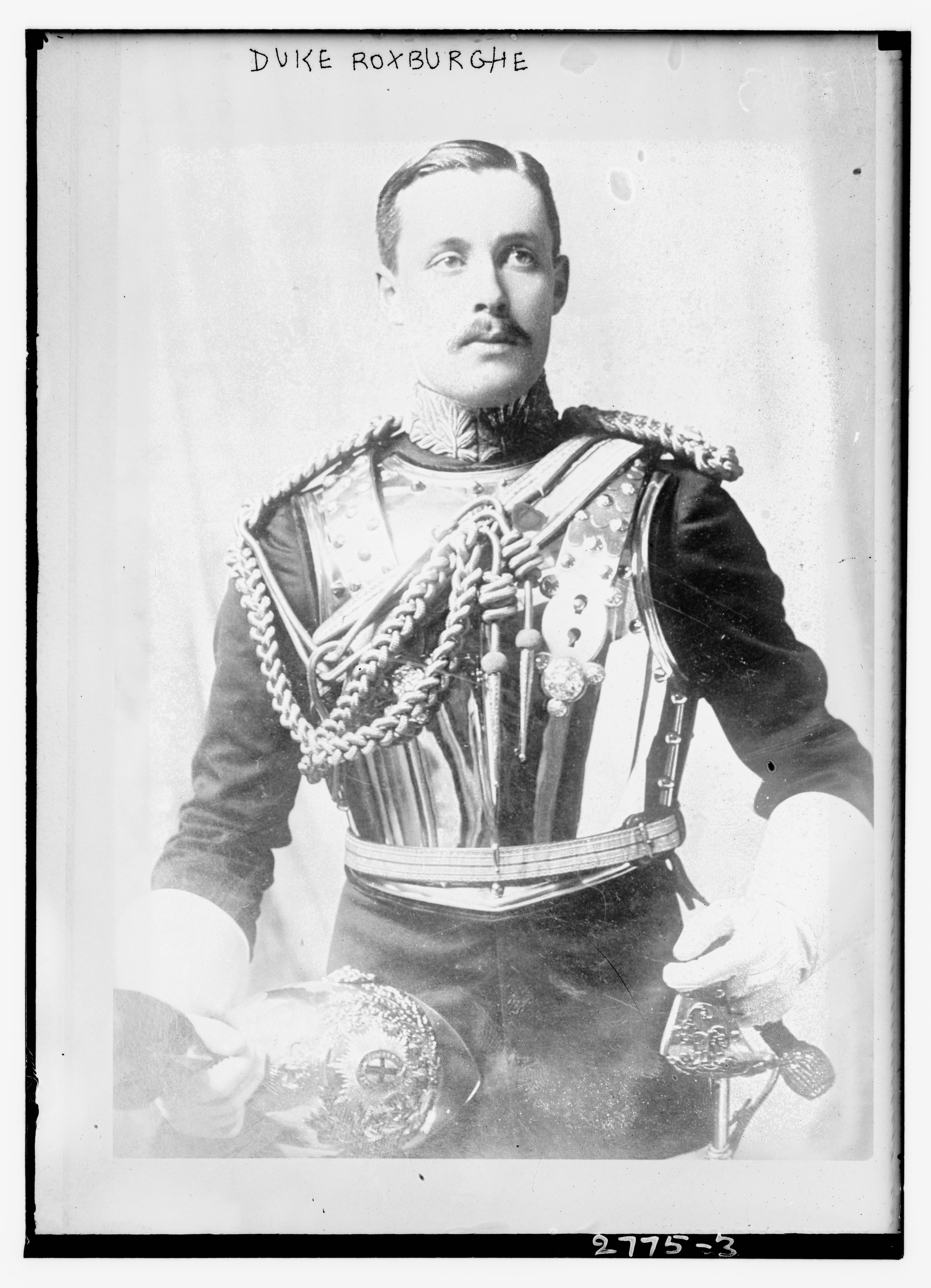
第8代ロクスバラ公爵、1913年撮影。

第8代ロクスバラ公爵ヘンリー・ジョン・イニス＝カー（Henry John Innes-Ker, 8th Duke of Roxburghe KT MVO、1876年7月25日 – 1932年9月29日）は、イギリス陸軍の軍人、スコットランド貴族。第二次ボーア戦争、第一次世界大戦に参戦した。
1876年から1879年までケルソー伯爵の、1879年から1892年までボーモント侯爵の儀礼称号を使用した。

## 生涯
第7代ロクスバラ公爵ジェームズ・イニス＝カーと妻アン・エミリー（1854年11月14日 – 1923年6月20日、第7代マールバラ公爵ジョン・スペンサー＝チャーチルの娘）の長男として、1876年7月25日にハディントンシャーのブロックスマス・パーク（Broxmouth Park）で生まれた。1892年10月23日に父が死去すると、ロクスバラ公爵位を継承した。
1890年から1894年までイートン・カレッジで教育を受けた後、サンドハーストの王立陸軍学校に進学した。1895年にアーガイル・アンド・サザーランド・ハイランダーズ（民兵隊）第4大隊の少尉に任命されたが、同年12月4日に辞任した。1897年2月20日に王立陸軍学校から少尉としてロイヤル・ホース・ガーズに配属され、1898年5月11日に中尉に昇進した。1900年、第二次ボーア戦争に参戦した。1901年2月2日、ロイヤル・ヴィクトリア勲章メンバーを授与された。
1901年にコーンウォール公ジョージ（のちの国王ジョージ5世）がイギリスの植民地を歴訪したとき、ロクスバラ公爵は1901年3月9日にそのエー＝ド＝カン（副官）の1人に任命された。1902年のエドワード7世とアレクサンドラの戴冠式では王妃アレクサンドラの王冠を持つ役割であり、1902年戴冠式記念叙勲でシッスル勲章を授与された。
1904年1月に軍務から引退、1905年5月10日に中尉として予備役に編入された。1906年5月24日にロジアン・アンド・ベリックシャー・ヨーマンリー連隊の少佐に任命され、1908年4月1日にロジアン・アンド・ボーダー・ホース・ヨーマンリー連隊に編入された。1908年、ロクスバラ州国防義勇部隊協会の副議長を務めた。1911年6月7日、ロイヤル・カンパニー・オブ・アーチャーズのBrigadier（同連隊では一番下の階級であり、「准将」とは異なる）に任命された。同6月のジョージ5世とメアリーの戴冠式では王剣（St Edward’s Staff）を持つ役割だった。
第一次世界大戦では1914年から1915年にかけて参戦したが、戦闘で重傷を負い、1917年8月12日には負傷による健康の悪化で予備役からも引退した。
1900年7月4日にロクスバラシャーの副統監に、1901年6月にハディントンシャーの副統監に任命された。1918年1月25日にロクスバラシャー統監に任命され、1932年に死去するまで務めた。
1921年5月26日、ロイヤル・カンパニー・オブ・アーチャーズのEnsignに昇進した。1926年1月20日、シッスル騎士団長に任命された。1930年7月24日、ロイヤル・カンパニー・オブ・アーチャーズのLieutenantに昇進した。
1932年9月29日にソールズベリーのウィルトン・ハウスで死去、10月1日にケルソー修道院に埋葬された。一人息子ジョージ・ヴィクター・ロバート・ジョンが爵位を継承した。

## 人物
趣味は釣りであり、ノルウェー北部にあるサーモンの多い川に釣りに行くことが多かった。

## 家族

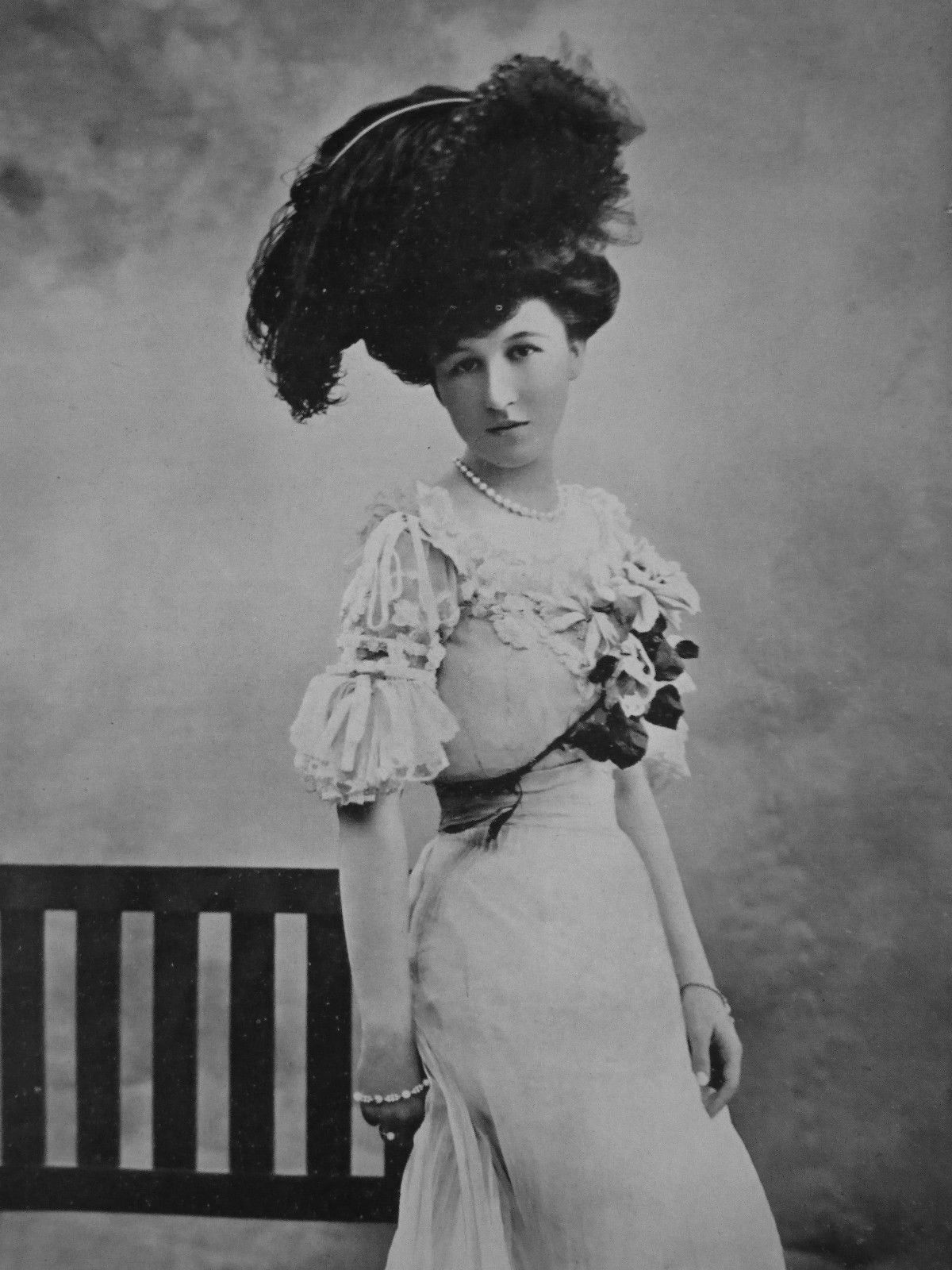
ロクスバラ公爵夫人メアリー。ラリー・チャールズ撮影、1903年。

1903年11月10日、メアリー・ゲレット（1937年4月26日没、オグデン・ゲレットの娘）と結婚、1男をもうけた。
- ジョージ・ヴィクター・ロバート・ジョン（英語版）（1913年9月7日 – 1974年9月26日） - 第9代ロクスバラ公爵[1][24]